# 眺远亭

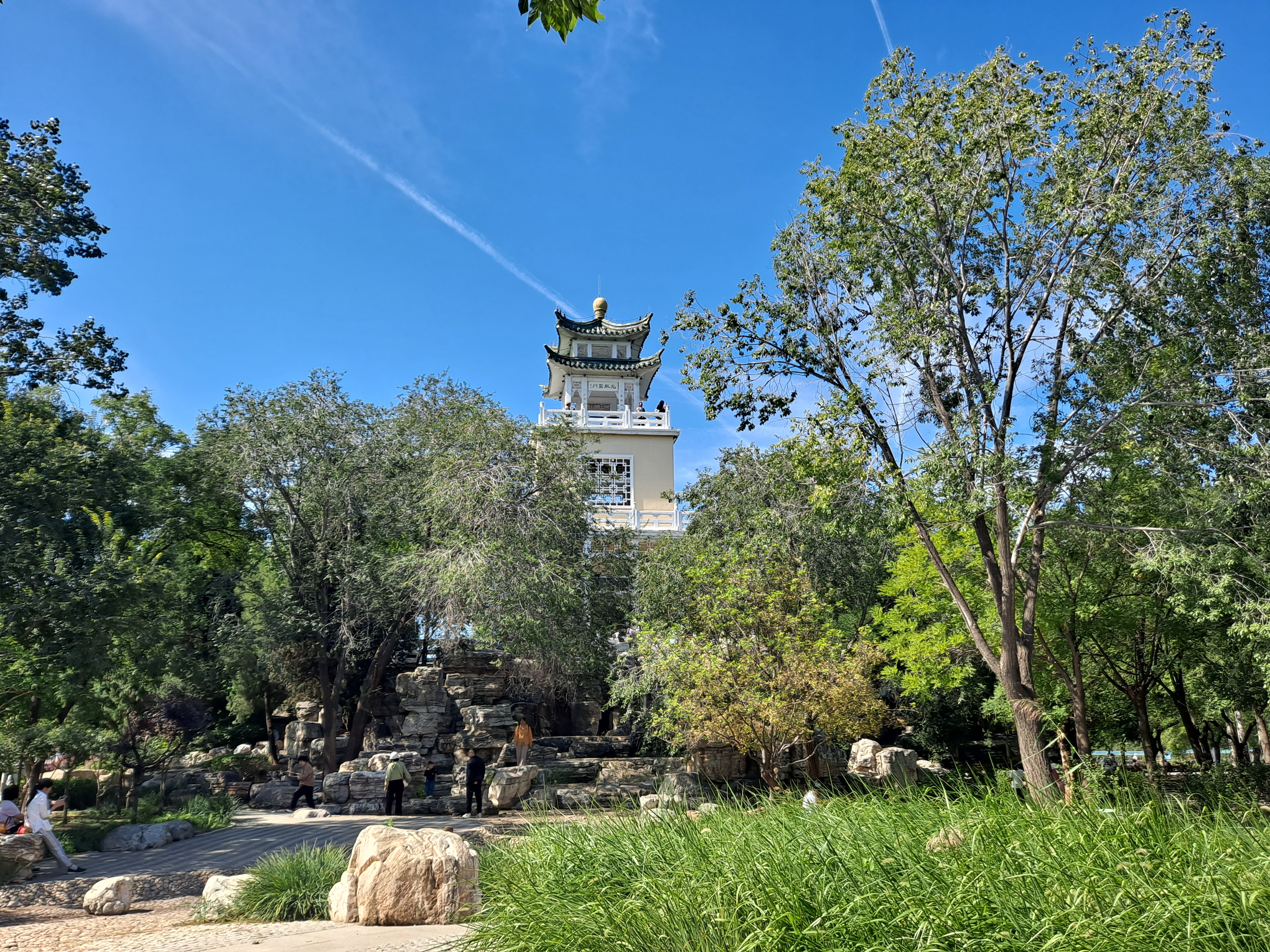
眺远亭

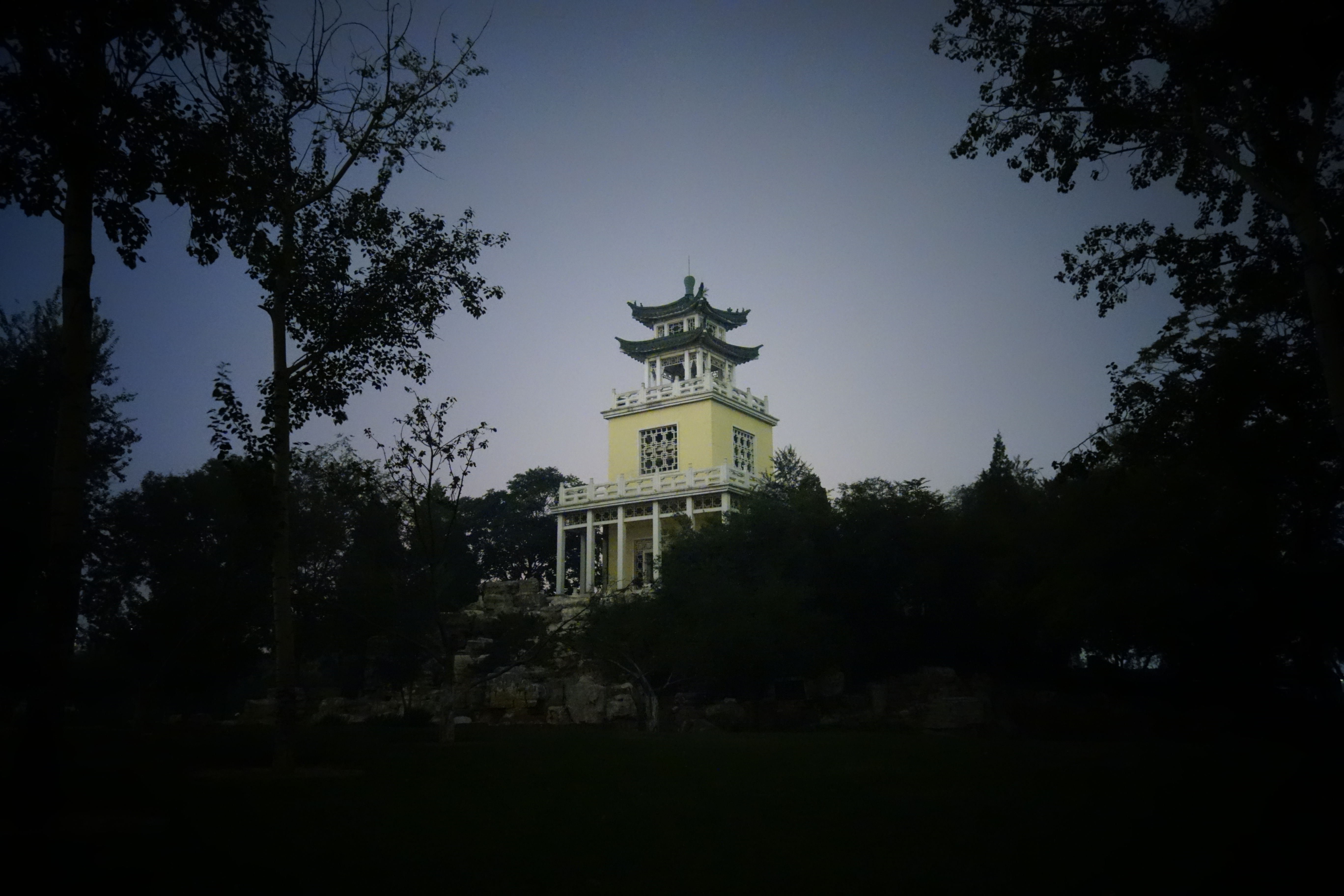
天津水上公园眺远亭夜景

眺远亭，初名眺园亭，始建于1970年，1974年4月30日竣工，眺园亭高26.5米，分上、中、下三层，是天津水上公园内最高建筑。1988年，书画家范曾现场即兴为塔亭题字。2013年，眺远亭被南开区人民政府公布为南开区文物保护单位。2016年，水上公园眺远亭入选天津市第一批保护性建筑名录。